# 永麻理
永 麻理（えい まり、1961年（昭和36年）8月8日 - ）は、元アナウンサー、エッセイスト。NPO法人・放送批評懇談会正会員。
本名は岡崎 麻理（旧姓：永）。

## 来歴・人物
東京都出身。父の「子どもは近所の学校に行くべきだ。」という教育方針から、近所の渋谷区立の小中学校に姉とともに通う。慶應義塾女子高等学校を経て、慶應義塾大学文学部社会学科を卒業。
高校在学中、アメリカ合衆国ハワイ州に留学。同地で学んだプナホウ・スクールの同学年には、後のアメリカ合衆国大統領であるバラク・オバマがいたという。
大学卒業後の1985年にフジテレビへ入社し、アナウンサーとして勤務した。1991年から1993年までの2年間ニューヨーク支局駐在し、帰国後1993年に退職した。
放送作家でタレント・作詞家・エッセイストの永六輔は父、映画評論家で随筆家の永千絵は姉、俳優で脚本家・演出家・映画監督の岡﨑育之介は長男、次男の永拓実は、東京大学文学部美学芸術学専修課程在学中の2017年に『大遺言 祖父・永六輔の今を生きる36の言葉』（小学館）を著している。

## 出演

### 過去の出演番組
報道・情報番組
| 期間          | 期間          | 番組名                   | 役職                   | 担当日 |
| ------------- | ------------- | ------------------------ | ---------------------- | ------ |
| 1986年2月24日 | 1986年2月28日 | FNNニュースレポート11:30 | 小出美奈の代役         | 平日   |
| 1986年3月31日 | 1989年3月31日 | 美味しんぼ倶楽部         | 司会                   | 平日   |
| 1987年4月4日  | 1987年9月27日 | FNNスーパータイム        | スポーツキャスター     | 休日   |
| 1989年3月24日 | 1991年3月29日 | FNNスピーク              | キャスター             | 金曜日 |
| 1991年4月8日  | 1993年3月31日 | FNN World Uplink         | ニューヨークレポーター | 平日   |

バラエティ番組・その他
- ズズーッと沿線 空からMAP2：ナレーター - 1989.1
- 今夜の夜のヒットスタジオDELUXE（予告番組）：進行役 - 1989.9
- 皇室ご一家：ナレーター　1988 - 1991.02
- ドラマスペシャル「お嬢さん朝食をご一緒に」： -  1990.10.8

### CM
- 浅田飴[5]

## 同期アナ
- 小田多恵子[6]
- 軽部真一
- 三宅正治
- 長野智子（フリーアナウンサー）
- 松田朋恵（フリーアナウンサー）